# Ádil perzsa sah
Ádil (Horászán, 1719 – Meshed, 1749. május 20.) Perzsia sahja 1747–1748-ban.
Ibrahim kán fiaként, Nádir perzsa sah unokaöccseként született. 1737-ben Meshed kormányzójává nevezték ki, és ez évben feleségül vette a grúz II. Tejmuraz kahéti király leányát, Bagrationi Ketevan hercegnőt. 1747-ben, Nádir halálakor lépett trónra Nádir gyermekeinek és unokái nagy részének megöletésével. Nem sokkal később azonban Ádil fivére, Ibrahim mirza fellázadt testvére uralma ellen, és megfosztotta őt a tróntól. Ádil Teheránba menekült, ám az ottani kormányzó átadta őt Ibrahimnak, aki megvakíttatta. Mikor Ibrahim uralma néhány hónappal később véget ért, a korona Nádir sah unokájához, Sáhruhhoz került, aki Meshedben halálra kínoztatta Ádilt.

## Fordítás
- Ez a szócikk részben vagy egészben  az   Adil Schah című francia Wikipédia-szócikk fordításán alapul.  Az eredeti cikk szerkesztőit annak laptörténete sorolja fel. Ez a jelzés csupán a megfogalmazás eredetét és a szerzői jogokat jelzi, nem szolgál a cikkben szereplő információk forrásmegjelöléseként.

| Előző uralkodó: Nádir | Perzsia (Irán) sahja 1747–1748 | Következő uralkodó: Ibrahim |